# Emilio Gagliardo
Emilio Gagliardo (Genova, 5 novembre 1930 – Genova, 15 agosto 2008) è stato un matematico italiano, noto per i suoi contributi alla teoria delle equazioni differenziali alle derivate parziali paraboliche, alla interpolazione fra spazi di Banach e alla teoria degli spazi di Sobolev.

## Biografia
Si è laureato all'Università di Genova il 15 novembre 1953 presentando una tesi Sull'immagine affine delle curve algebriche piane di cui era relatore Eugenio Togliatti. 
All'Università di Genova divenne assistente di Guido Stampacchia con il quale fece i suoi primi lavori sulle equazioni differenziali ordinarie. Il primo agosto 1959 ottenne la libera docenza in analisi matematica. Successivamente fruì di due borse di studio che gli consentirono di lavorare con Nachman Aronszajn all'Università del Kansas e con Jacques-Louis Lions all'Università di Nancy. 
Vinta una cattedra di Analisi matematica, fu chiamato il 1º novembre 1961 all'Università di Genova. Nel 1964 vinse il Premio Caccioppoli assegnato dalla Unione Matematica Italiana . 
Nel 1968 diede le dimissioni per insegnare alla Oregon State University. Tornò poi in Italia il 31 ottobre 1975, chiamato a coprire una cattedra all'Università di Pavia. In questa università rimase fino al pensionamento il 31 ottobre 1999.  
Con Louis Nirenberg propose la disuguaglianza di interpolazione Gagliardo-Nirenberg come il risultato della teoria degli spazi di Sobolev che stima le derivate deboli di una funzione. Le stime sono in termini di norme Lp della funzione e delle sue derivate e la disuguaglianza "interpola" tra vari valori di p e ordini di differenziazione, da cui il nome. Il risultato è di particolare importanza nella teoria delle equazioni differenziali parziali ellittiche. 
Oltre agli argomenti di stretta appartenenza alla matematica, Gagliardo si interessò di intelligenza artificiale e di studio matematico della musica.

## Opere
- E. Gagliardo: Ulteriori proprietà di alcune classi di funzioni in più variabili, Ricerche Mat., 8, 24-52, 1959.
- E. Gagliardo: Caratterizzazioni delle tracce sulla frontiera relative ad alcune classi di funzioni in {\displaystyle n} variabili, Rend. Sem. Mat. Univ. Padova, 27, 284-305, 1957.
- N. Aronszajn ed E. Gagliardo: Interpolation spaces and interpolation methods, Ann. Mat. Pura Appl., 68, 51-117, 1965.
- E. Gagliardo: L’automazione dell’intelligenza, Zanichelli, 1968.